# Азербайджан на літніх Олімпійських іграх 2012
Азербайджан на літніх Олімпійських іграх 2012 у Лондоні був представлений 53 спортсменами (39 чоловіками і 14 жінками) у 15 видах спорту: легка атлетика, бокс, веслування на байдарках і каное, велоспорт, кінний спорт, спортивна гімнастика, художня гімнастика, дзюдо, академічне веслування, стрільба, плавання, тхеквондо, важка атлетика і боротьба.
Згідно з наказом Президент Азербайджану Ільхама Алієва преміальні за золоту медаль склали 400 тис. манатів, за срібло — 200 тис. манатів, за бронзу — 100 тис. манатів. У свою чергу Національний олімпійський комітет Азербайджану оголосив, що нагородить володаря золотої медалі сумою в розмірі 200 тис. манатів, срібною — 100 тис. манатів, бронзової — 50 тис. манатів.
На церемонії відкриття Олімпійських ігор прапороносцем збірної став олімпійський чемпіон 2008 року Елнур Маммадлі. На церемонії відкриття був присутній Президент Азербайджану Ільхам Алієв з дружиною Мехрібан Алієвою.
До складу збірної Азербайджану в Лондоні увійшов цілий ряд олімпійських призерів: олімпійський чемпіон Елнур Маммадлі (дзюдо), срібний призер Ровшан Байрамов (греко-римська боротьба), бронзові призери Хетаг Газюмов (вільна боротьба), Марія Стадник (жіноча боротьба) та Ірада Ашумова (стрілецький спорт).
Країна вп'яте взяв участь у літніх Олімпіаді. Азербайджанські спортсмени здобули 10 медалей: дві золоті, дві срібні та шість бронзових. Проте у 2019 році у важкоатлета Валентина Христова відібрали бронзову медаль через позитивну допінг пробу (Христов дав позитивний результат на оралтуринабол). Збірна Азербайджану зайняла 30 загальнокомандне неофіційне місце.

## Медалі
| Медаль | Спортсмен             | Вид спорту     | змагання                   | Дата      |
| ------ | --------------------- | -------------- | -------------------------- | --------- |
| Золото | Тогрул Асгаров        | Боротьба       | вільна, до 60 кг           | 11 серпня |
| Золото | Шаріф Шаріфов         | боротьба       | вільна, до 84 кг           | 11 серпня |
| Срібло | Ровшан Байрамов       | боротьба       | греко-римська, до 55 кг    | 5 серпня  |
| Срібло | Марія Стадник         | Боротьба       | вільна, до 48 кг           | 8 серпня  |
| Бронза | Валентин Христов      | Важка атлетика | до 56 кг                   | 29 липня  |
| Бронза | Емін Ахмадов          | боротьба       | греко-римська, до 74 кг    | 5 серпня  |
| Бронза | Юлія Раткевич         | Боротьба       | вільна, до 55 кг           | 9 серпня  |
| Бронза | Теймур Маммадов       | Бокс           | до 91 кг                   | 10 серпня |
| Бронза | Магомедрасул Маджидов | Бокс           | понад 91 кг                | 10 серпня |
| Бронза | Хетаг Газюмов         | Боротьба       | вільна, чоловіки, до 96 кг | 12 серпня |

### За видом спорту
| Спорт    | 1 | 2 | 3 | Всього |
| Бокс     | 0 | 0 | 2 | 2      |
| Боротьба | 2 | 2 | 3 | 7      |
| Всього   | 2 | 2 | 5 | 9      |

## Склад Олімпійської команди Азербайджану
| Вид спорту                      | Чоловіки | Жінки | Всього |
| ------------------------------- | -------- | ----- | ------ |
| Легка атлетика                  | 2        | 1     | 3      |
| Бокс                            | 7        | 1     | 8      |
| Веслування на байдарках і каное | 3        | 0     | 3      |
| Велоспорт                       | 0        | 1     | 1      |
| Кінний спорт                    | 1        | 0     | 1      |
| Фехтування                      | 0        | 1     | 1      |
| Гімнастика                      | 1        | 1     | 2      |
| Дзюдо                           | 6        | 2     | 8      |
| Академічне веслування           | 1        | 1     | 2      |
| Стрільба                        | 0        | 1     | 1      |
| Плавання                        | 1        | 1     | 2      |
| Тхеквондо                       | 1        | 1     | 2      |
| Важка атлетика                  | 5        | 1     | 6      |
| Боротьба                        | 11       | 2     | 13     |
| Всього                          | 39       | 14    | 53     |

| Спортсмени             | Дисципліна | Відбіркові заїзди | Відбіркові заїзди | Втішний заїзд | Втішний заїзд | Чвертьфінали | Чвертьфінали | Півфінали | Півфінали | Фінал   | Фінал |
| Спортсмени             | Дисципліна | Час               | Місце             | Час           | Місце         | Час          | Місце        | Час       | Місце     | Час     | Місце |
| ---------------------- | ---------- | ----------------- | ----------------- | ------------- | ------------- | ------------ | ------------ | --------- | --------- | ------- | ----- |
| Александар Александров | Одиночки   | 6:49.81           | 2                 | Н/Д           | Н/Д           | 6:56.36      | 3            | 7:20.80   | 3         | 7:09.42 | 5     |

| Спортсмени         | Дисципліна | Відбіркові заїзди | Відбіркові заїзди | Втішний заїзд | Втішний заїзд | Чвертьфінали | Чвертьфінали | Півфінали | Півфінали | Фінал   | Фінал        |
| Спортсмени         | Дисципліна | Час               | Місце             | Час           | Місце         | Час          | Місце        | Час       | Місце     | Час     | Місце        |
| ------------------ | ---------- | ----------------- | ----------------- | ------------- | ------------- | ------------ | ------------ | --------- | --------- | ------- | ------------ |
| Наталія Мустафаєва | Одиночки   | 7:46.01           | 2                 | Н/Д           | Н/Д           | 8:00.26      | 3            | 8:06.83   | 6         | 8:23.64 | 12 (Фінал B) |

| Спортсмен             | Категорія             | 1/16                             | 1/8                                     | Чвертьфінал                  | Півфінал                         | Фінал              | Місце      |
| Спортсмен             | Категорія             | Суперник Результат               | Суперник Результат                      | Суперник Результат           | Суперник Результат               | Суперник Результат | Місце      |
| --------------------- | --------------------- | -------------------------------- | --------------------------------------- | ---------------------------- | -------------------------------- | ------------------ | ---------- |
| Ельвін Мамішзаде      | до 52 кг, чоловіки    | Нямбаярин Тегсцогт (MGL) L 11–18 | не пройшов                              | не пройшов                   | не пройшов                       | не пройшов         | не пройшов |
| Магомед Абдулхамідов  | до 56 кг, чоловіки    | Bye                              | Сімідзу Сатосі (JPN) L                  | не пройшов                   | не пройшов                       | не пройшов         | не пройшов |
| Гайбатулла Гаджиалієв | до 64 кг, чоловіки    | Абдерразак Хоуя (TUN) L 16–19    | не пройшов                              | не пройшов                   | не пройшов                       | не пройшов         | не пройшов |
| Солтан Мігітінов      | до 75 кг, чоловіки    | Мухаммед Хікал (EGY) W 20–12     | Есківа Фалькао Флорентіно (BRA) L 11–24 | не пройшов                   | не пройшов                       | не пройшов         | не пройшов |
| Ватан Гусейнлі        | до 81 кг, чоловіки    | Карлос Гонгора (ECU) L 8–9       | не пройшов                              | не пройшов                   | не пройшов                       | не пройшов         | не пройшов |
| Теймур Мамедов        | до 91 кг, чоловіки    | Н/Д                              | Джай Опетая (AUS) W 12–11               | Сергій Карнєєв (BLR) W 19–19 | Клементе Руссо (ITA) L 13–15     | не пройшов         | 3          |
| Магомедрасул Маджидов | понад 91 кг, чоловіки | Н/Д                              | Меджи Мвамба (COD) W                    | Магомед Омаров (RUS) W 17–14 | Роберто Каммарелле (ITA) L 12–13 | не пройшов         | 3          |
| Олена Вистропова      | до 75 кг, жінки       | Н/Д                              | Едіт Агу-Огоке (NGR) L 12–14            | не пройшла                   | не пройшла                       | не пройшла         | не пройшла |

| Спортсмен             | Категорія | Кваліфікація                | 1/16                          | Чвертьфінал                   | Півфінал                      | Втішний раунд 1    | Втічний раунд 2              | Фінал                      | Фінал |
| Спортсмен             | Категорія | Суперник Результат          | Суперник Результат            | Суперник Результат            | Суперник Результат            | Суперник Результат | Суперник Результат           | Суперник Результат         | Місце |
| --------------------- | --------- | --------------------------- | ----------------------------- | ----------------------------- | ----------------------------- | ------------------ | ---------------------------- | -------------------------- | ----- |
| Тогрул Асгаров        | −60 кг    | Bye                         | Тім Шляйхер (GER) W 3–1       | Юмото Кен'їті (JPN) W 3–1     | Коулман Скотт (USA) W 3–0     | Bye                | Bye                          | Бесік Кудухов (RUS) W 3–0  | 1     |
| Джабраїл Гасанов      | −66 кг    | Bye                         | Леонід Базан (BUL) W 3–1      | Алі Шабанов (BLR) W 3–1       | Йонеміцу Тацухіро (JPN) L 0–3 | Bye                | Bye                          | Ліван Лопес (CUB) L 1–3    | 5     |
| Ашраф Алієв           | −74 кг    | Такатані Сосуке (JPN) W 3–0 | Денис Царгуш (RUS) L 1–3      | не пройшов                    | не пройшов                    | не пройшов         | не пройшов                   | не пройшов                 | 9     |
| Шаріф Шаріфов         | −84 кг    | Bye                         | Ібрагім Белюкбаши (TUR) W 3–1 | Джейк Герберт (USA) W 3–1     | Есан Лашгарі (IRI) W 3–1      | Bye                | Bye                          | Хайме Еспіналь (PUR) W 3–1 | 1     |
| Хетаг Газюмов         | −96 кг    | Bye                         | Руслан Шейхов (BLR) W 3–0     | Валерій Андрійцев (UKR) L 1–3 | не пройшов                    | Bye                | Рустам Іскандарі (TJK) W 3–1 | Реза Яздані (IRI) W 5–0    | 3     |
| Джамаладдін Магомедов | −120 кг   | Білял Махов (RUS) L 0–3     | не пройшов                    | не пройшов                    | не пройшов                    | не пройшов         | не пройшов                   | не пройшов                 | 16    |

| Спортсмен       | Категорія | Кваліфікація                | 1/16                            | Чвертьфінал                   | Півфінал                      | Втішний раунд 1    | Втічний раунд 2            | Фінал                          | Фінал |
| Спортсмен       | Категорія | Суперник Результат          | Суперник Результат              | Суперник Результат            | Суперник Результат            | Суперник Результат | Суперник Результат         | Суперник Результат             | Місце |
| --------------- | --------- | --------------------------- | ------------------------------- | ----------------------------- | ----------------------------- | ------------------ | -------------------------- | ------------------------------ | ----- |
| Ровшан Байрамов | −55 кг    | Мінгіян Семенов (RUS) W 3–0 | Спенсер Манго (USA) W 3–0       | Лі Шуцзинь (CHN) W 3–0        | Чхве Гю Джин (KOR) W 3–0      | Bye                | Bye                        | Гамід Сурян (IRI) L 0–3        | 2     |
| Гасан Алієв     | −60 кг    | Bye                         | Стіг Андре Берге (NOR) W 3–1    | Чон Джі Хьон (KOR) W 3–0      | Реваз Лашхі (GEO) L 1–3       | Bye                | Bye                        | Заур Курамагомедов (RUS) L 0–3 | 5     |
| Емін Ахмадов    | −74 кг    | Bye                         | Невен Жугай (CRO) W 3–0         | Зураб Датунашвілі (GEO) W 3–1 | Арсен Джулфалакян (ARM) L 0–3 | Bye                | Bye                        | Олександр Кікіньов (BLR) W 3–1 | 3     |
| Саман Тахмасебі | −84 кг    | Bye                         | Володимир Гегешидзе (GEO) L 1–3 | не пройшов                    | не пройшов                    | не пройшов         | не пройшов                 | не пройшов                     | 11    |
| Шалва Гадабадзе | −96 кг    | Bye                         | Рустам Тотров (RUS) L 1–3       | не пройшов                    | не пройшов                    | Bye                | Джиммі Лідберг (SWE) L 1–3 | не пройшов                     | 10    |

| Спортсмен     | Категорія | Кваліфікація       | 1/16                          | Чвертьфінал                  | Півфінал                  | Втішний раунд 1    | Втічний раунд 2            | Фінал                        | Фінал |
| Спортсмен     | Категорія | Суперник Результат | Суперник Результат            | Суперник Результат           | Суперник Результат        | Суперник Результат | Суперник Результат         | Суперник Результат           | Місце |
| ------------- | --------- | ------------------ | ----------------------------- | ---------------------------- | ------------------------- | ------------------ | -------------------------- | ---------------------------- | ----- |
| Марія Стадник | −48 кг    | Bye                | Кларисса Чун (USA) W 3–0      | Івона Матковська (POL) W 3–1 | Ірина Мерлені (UKR) W 3–0 | Bye                | Bye                        | Обара Хітомі (JPN) L 1–3     | 2     |
| Юлія Раткевич | −55 кг    | Bye                | Марія Преволаракі (GRE) W 3–0 | Йосіда Саорі (JPN) L 0–3     | не пройшов                | Bye                | Келсі Кемпбелл (USA) W 0–3 | Валерія Жолобова (RUS) W 3–1 | 3     |

| Спортсмен        | Дисципліна             | Ривок     | Ривок        | Поштовх   | Поштовх | Разом  | Місце               |
| Спортсмен        | Дисципліна             | Результат | Місце        | Результат | Місце   | Разом  | Місце               |
| ---------------- | ---------------------- | --------- | ------------ | --------- | ------- | ------ | ------------------- |
| Валентин Христов | до 56 кг, чоловіки     | 127       | 2            | 159       | 2       | 286    | дискваліфікований*1 |
| Афган Байрамов   | до 69 кг, чоловіки     | 142       | не фінішував | —         | —       | —      | не фінішував        |
| Сардар Гасанов*2 | до 69 кг, чоловіки     | 145       | 5            | 176       | 8       | 321    | 8                   |
| Інтігам Заїров   | до 94 кг, чоловіки     | 182       | 3            | 215       | 7       | 397    | 6                   |
| Величко Чолаков† | понад 105 кг, чоловіки | знявся    | знявся       | знявся    | знявся  | знявся | знявся              |
| Боянка Костова   | до 58 кг, жінки        | 105       | 3            | 128       | 3       | 233    | 5                   |

- 1 29 березня 2019 року МОК позбавив Валентина Христова його бронзової медалі.[3]
- 2 Сардар Гасанов замінив Івана Стоїцова в команді 21 липня 2012 року через травму Стоїцова.[4]
- † Величко Чолаков не брав участь у змаганнях через травму.[5]

## Велоспорт
Шосе
| Спортсмен   | Дисципліна                      | Час           | Місце         |
| ----------- | ------------------------------- | ------------- | ------------- |
| Олена Чалих | групова шосейна гонка (жінки)   | не фінішувала | не фінішувала |
| Олена Чалих | роздільна шосейна гонка (жінки) | 41:47.06      | 20            |

## Веслування на байдарках і каное
Слалом
| Спортсмен                         | Дисципліна                            | Попередній раунд | Попередній раунд | Півфінал   | Півфінал   | Фінал      | Фінал      |
| Спортсмен                         | Дисципліна                            | Час              | Місце            | Час        | Місце      | Час        | Місце      |
| --------------------------------- | ------------------------------------- | ---------------- | ---------------- | ---------- | ---------- | ---------- | ---------- |
| Валентин Дем'яненко               | каное-одиночки, 200 метрів (чоловіки) | 44.194           | 7                | не пройшов | не пройшов | не пройшов | не пройшов |
| Сергій Безуглий Максим Прокопенко | каное-двійки, 1000 метрів (чоловіки)  | 3:38.042         | 1 FA             | Bye        | Bye        | 3:37.219   | 4          |

## Гімнастика

### Спортивна гімнастика
| Спортсмен      | Дисципліна                   | Кваліфікація | Кваліфікація | Фінал      | Фінал      |
| Спортсмен      | Дисципліна                   | Результат    | Місце        | Результат  | Місце      |
| -------------- | ---------------------------- | ------------ | ------------ | ---------- | ---------- |
| Шакір Шихалієв | вільні вправи, чоловіки      | 14.600       | 33           | не пройшов | не пройшов |
| Шакір Шихалієв | кінь, чоловіки               | 12.866       | 53           | не пройшов | не пройшов |
| Шакір Шихалієв | кільця, чоловіки             | 13.166       | 65           | не пройшов | не пройшов |
| Шакір Шихалієв | опорний стрибок, чоловіки    | 15.433       | —            | не пройшов | не пройшов |
| Шакір Шихалієв | паралельні бруси, чоловіки   | 13.666       | 59           | не пройшов | не пройшов |
| Шакір Шихалієв | перекладина, чоловіки        | 10.633       | 69           | не пройшов | не пройшов |
| Шакір Шихалієв | абсолютна першість, чоловіки | 80.364       | 40           | не пройшов | не пройшов |

### Художня гімнастика
| Гімнастка    | Дисципліна                  | Кваліфікація | Кваліфікація | Кваліфікація | Кваліфікація | Кваліфікація | Кваліфікація | Фінад  | Фінад  | Фінад  | Фінад   | Фінад   | Фінад |
| Гімнастка    | Дисципліна                  | Обруч        | М'яч         | Булави       | Стрічка      | Разом        | Місце        | Обруч  | М'яч   | Булави | Стрічка | Разом   | Місце |
| ------------ | --------------------------- | ------------ | ------------ | ------------ | ------------ | ------------ | ------------ | ------ | ------ | ------ | ------- | ------- | ----- |
| Алія Гараєва | індивідуальне багатоборство | 27.450       | 28.350       | 27.850       | 28.200       | 111.850      | 3 Q          | 27.925 | 27.825 | 27.575 | 28.250  | 111.575 | 4     |

## Дзюдо
| Спортсмен       | Категорія           | 1/64                                  | 1/32                                 | 1/16                               | Чвертьфінал                     | Півфінал           | Втішний раунд                      | Фінал / ББ         | Фінал / ББ |
| Спортсмен       | Категорія           | Суперник Результат                    | Суперник Результат                   | Суперник Результат                 | Суперник Результат              | Суперник Результат | Суперник Результат                 | Суперник Результат | Місце      |
| --------------- | ------------------- | ------------------------------------- | ------------------------------------ | ---------------------------------- | ------------------------------- | ------------------ | ---------------------------------- | ------------------ | ---------- |
| Ільгар Мушкієв  | до 60 кг, чоловіки  | Bye                                   | Ованес Давтян (ARM) L 0000–0101      | не пройшов                         | не пройшов                      | не пройшов         | не пройшов                         | не пройшов         | не пройшов |
| Тарлан Керімов  | до 66 кг, чоловіки  | Bye                                   | Муса Могушков (RUS) W 0021–0011      | Ахмед Авад (EGY) W 0000–0002       | Сугой Уріарте (ESP) L 0001–0021 | не пройшов         | Павел Загродник (POL) L 0000–0010  | не пройшов         | 7          |
| Рустам Оруджев  | до 73 кг, чоловіки  | Bye                                   | Гідеон ван Зіл (RSA) W 0100–0101     | Мансур Ісаєв (RUS) L 0000–1001     | не пройшов                      | не пройшов         | не пройшов                         | не пройшов         | не пройшов |
| Елнур Маммадлі  | до 81 кг, чоловіки  | Антуан Валуа-Фортьє (CAN) L 0001–0001 | не пройшов                           | не пройшов                         | не пройшов                      | не пройшов         | не пройшов                         | не пройшов         | не пройшов |
| Ельхан Мамедов  | до 90 кг, чоловіки  | Н/Д                                   | Христоф Ламберт (GER) W 0111–0001    | Сон Те Нам (KOR) L 0011–0000       | не пройшов                      | не пройшов         | не пройшов                         | не пройшов         | не пройшов |
| Ельмар Гасимов  | до 100 кг, чоловіки | Н/Д                                   | Максим Раков (KAZ) W 0000–0011       | Леван Жоржоліані (GEO) W 0011–0002 | Хван Хі Тхе (KOR) L 0002–0021   | не пройшов         | Рамзиддін Саїдов (UZB) L 0000–1000 | не пройшов         | 7          |
| Кіфаят Гасимова | до 57 кг, жінки     | Bye                                   | Bye                                  | Мацумото Каорі (JPN) L 0000–0010   | не пройшов                      | не пройшов         | не пройшов                         | не пройшов         | не пройшов |
| Раміля Усубова  | до 63 кг, жінки     | Bye                                   | Гульнар Хайитбаєва (TKM) W 0111–0000 | Чон Да Ун (KOR) L 1000–0000        | не пройшов                      | не пройшов         | не пройшов                         | не пройшов         | не пройшов |

## Кінний спорт
Конкур
| Спортсмен      | Кінь    | Дисципліна            | Кваліфікація | Кваліфікація | Кваліфікація | Кваліфікація | Кваліфікація | Кваліфікація | Кваліфікація | Кваліфікація | Фінал      | Фінал      | Фінал      | Фінал      | Фінал      | Фінал      |
| Спортсмен      | Кінь    | Дисципліна            | Раунд 1      | Раунд 1      | Раунд 2      | Раунд 2      | Раунд 2      | Раунд 3      | Раунд 3      | Раунд 3      | Раунд A    | Раунд A    | Раунд B    | Раунд B    | Разом      | Разом      |
| Спортсмен      | Кінь    | Дисципліна            | Штрафні      | Місце        | Штрафні      | Разом        | Місце        | Штрафні      | Разом        | Місце        | Штрафні    | Місце      | Штрафні    | Місце      | Штрафні    | Місце      |
| -------------- | ------- | --------------------- | ------------ | ------------ | ------------ | ------------ | ------------ | ------------ | ------------ | ------------ | ---------- | ---------- | ---------- | ---------- | ---------- | ---------- |
| Джамал Рагімов | Warrior | індивідуальний конкур | 5            | 53           | 13           | 18           | 60           | не пройшов   | не пройшов   | не пройшов   | не пройшов | не пройшов | не пройшов | не пройшов | не пройшов | не пройшов |

## Легка атлетика
| Спортсмен       | Дисципліна               | Гіт/Кваліфікація | Гіт/Кваліфікація | Фінал      | Фінал      |
| Спортсмен       | Дисципліна               | Результат        | Місце            | Результат  | Місце      |
| --------------- | ------------------------ | ---------------- | ---------------- | ---------- | ---------- |
| Хайле Ібрагімов | 5000 м, чоловіки         | 13:25.23         | 1 Q              | 13:45.37   | 9          |
| Дмитро Маршин   | метання молота, чоловіки | 72.85            | 19               | не пройшов | не пройшов |
| Лаєс Абдуллаєва | 5000 м, жінки            | 15:45.69         | 17               | не пройшла | не пройшла |

## Плавання
| Спортсмен          | Дисципліна                 | Гіт     | Гіт   | Півфінал   | Півфінал   | Фінал      | Фінал      |
| Спортсмен          | Дисципліна                 | Час     | Місце | Час        | Місце      | Час        | Місце      |
| ------------------ | -------------------------- | ------- | ----- | ---------- | ---------- | ---------- | ---------- |
| Євген Лазука       | 100 м батерфляєм, чоловіки | 53.86   | 38    | не пройшов | не пройшов | не пройшов | не пройшов |
| Оксана Гатамханова | 100 м брасом, жінки        | 1:25.52 | 44    | не пройшла | не пройшла | не пройшла | не пройшла |

## Стрільба
| Спортсмен     | Дисципліна                               | Кваліфікація | Кваліфікація | Фінал      | Фінал      |
| Спортсмен     | Дисципліна                               | Бали         | Місце        | Бали       | Місце      |
| ------------- | ---------------------------------------- | ------------ | ------------ | ---------- | ---------- |
| Ірада Ашумова | пістолет, 25 метрів (жінки)              | 578          | 23           | не пройшла | не пройшла |
| Ірада Ашумова | пневматичний пістолет, 10 метрів (жінки) | 372          | 39           | не пройшла | не пройшла |

## Тхеквондо
| Спортсмен      | Дисципліна          | Попередній раунд          | Чвертьфінал                 | Півфінал           | Втішний раунд      | Бій за бронзу      | Фінал              | Фінал      |
| Спортсмен      | Дисципліна          | Суперник Результат        | Суперник Результат          | Суперник Результат | Суперник Результат | Суперник Результат | Суперник Результат | Місце      |
| -------------- | ------------------- | ------------------------- | --------------------------- | ------------------ | ------------------ | ------------------ | ------------------ | ---------- |
| Рамін Азізов   | до 80 кг (чоловіки) | Стівен Лопес (USA) W 3–2  | Мауро Сармієнто (ITA) L 1–2 | не пройшов         | не пройшов         | не пройшов         | не пройшов         | не пройшов |
| Фаріда Азізова | до 67 кг (жінки)    | Карін Сержері (CAN) L 0–1 | не пройшла                  | не пройшла         | не пройшла         | не пройшла         | не пройшла         | не пройшла |

## Фехтування
| Спортсмен     | Дисципліна                  | 1/32                             | 1/16                       | Чвертьфінал        | Півфінал           | Фінал              | Фінал      |
| Спортсмен     | Дисципліна                  | Суперник Результат               | Суперник Результат         | Суперник Результат | Суперник Результат | Суперник Результат | Місце      |
| ------------- | --------------------------- | -------------------------------- | -------------------------- | ------------------ | ------------------ | ------------------ | ---------- |
| Сабіна Мікіна | індивідуальна шабля (жінки) | Олександра Буйдосо (GER) W 15–13 | Ольга Харлан (UKR) L 10–15 | не пройшла         | не пройшла         | не пройшла         | не пройшла |